# Estola (Roma Antiga)

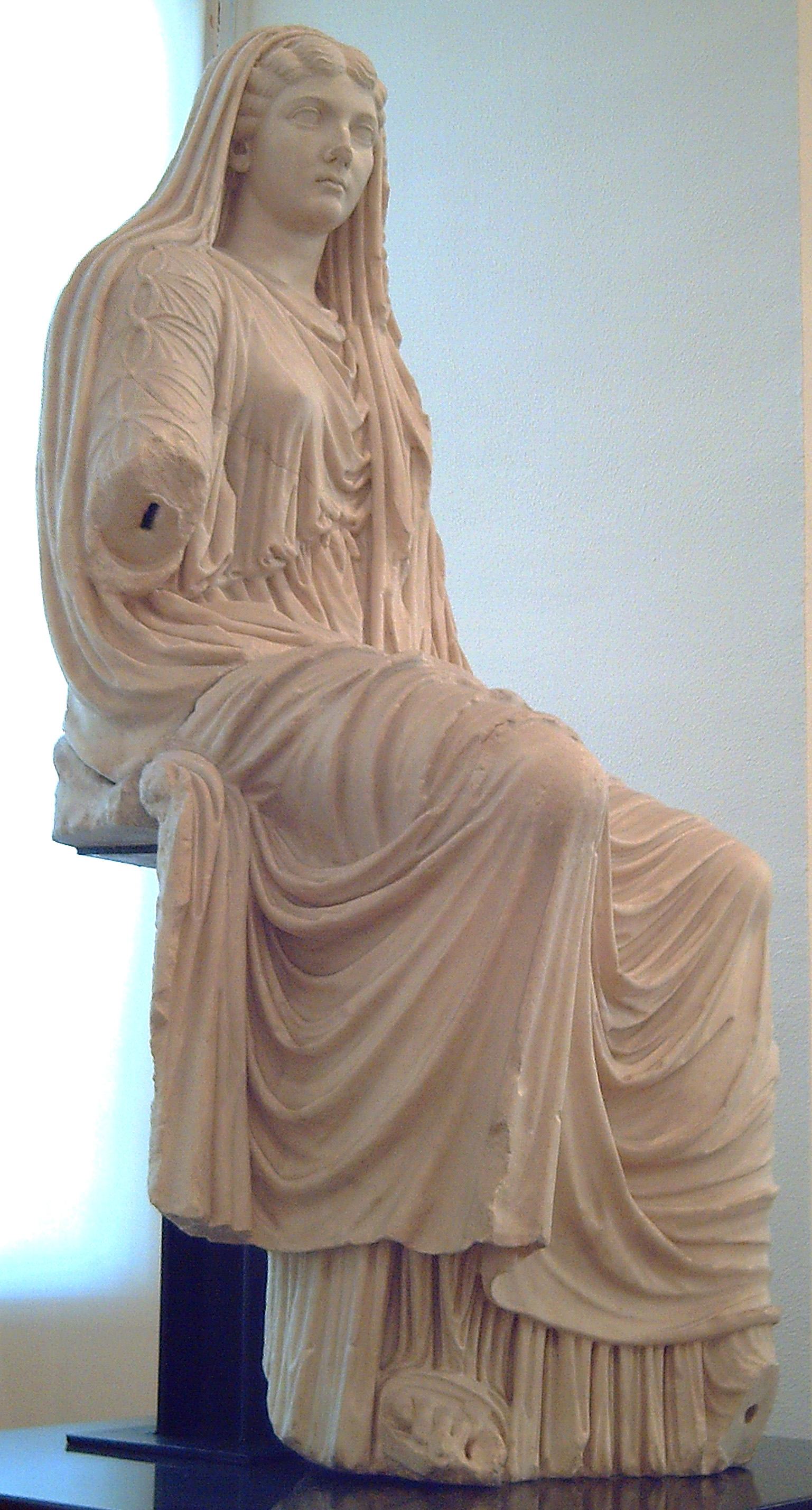
Estátua de Lívia Drusila usando estola e pala

Estola (em latim: stola; em grego: στολή; romaniz.: stolē; lit. "vestido") foi a vestimenta tradicional das mulheres romanas, correspondente à toga, que era usada por homens.
Originalmente, as mulheres vestiam togas também, mas depois do século II a.C., a toga passou a ser usada exclusivamente por homens e mulheres deveriam vestir somente a estola. Naquele momento, era considerado vergonhoso para uma mulher vestir uma toga, sendo que vestir esta roupa masculina era associada com a prostituição (mais tarde, também as mulheres adúlteras seriam obrigadas a andar de Toga).
A estola foi um vestido longo plissado, usado sobre uma túnica (íntima, a versão romana de um deslizamento). A estola geralmente tinha mangas compridas (mas não sempre, ocasionalmente, foi realizado por correias), mas as mangas poderiam ser uma parte da estola em si, ou parte da túnica. A estola era tipicamente cingida com fitas. Ela era frequentemente acompanhada de um vestido longo estilo xale chamado pala. O uso da estola continuou durante o período bizantino.